# Hạm đội Hàng không thứ nhất (Hải quân Đế quốc Nhật Bản)
Hạm đội Hàng không thứ nhất (第一航空艦隊 (Đệ nhất hàng không hạm đội) Daiichi Kōkū Kantai) Còn được gọi là Kidō Butai ("Lực lượng cơ động"), là tên được sử dụng cho một hạm đội tàu sân bay chiến đấu kết hợp bao gồm hầu hết các tàu sân bay và các không đoàn tàu sân bay của  Hải quân Đế quốc Nhật Bản (IJN), trong tám tháng đầu của cuộc chiến tranh Thái Bình Dương.
Tại thời điểm chiến dịch nổi tiếng nhất của nó, cuộc tấn công vào Trân Châu Cảng, vào tháng 12 năm 1941, Kidō Butai là hạm đội tàu sân bay lớn nhất thế giới.
Trong thế hệ thứ hai của mình, Hạm đội hàng không 1 là một hạm đội "kichi kōkūtai" trên mặt đất (không quân trên cạn).

## Nguồn gốc

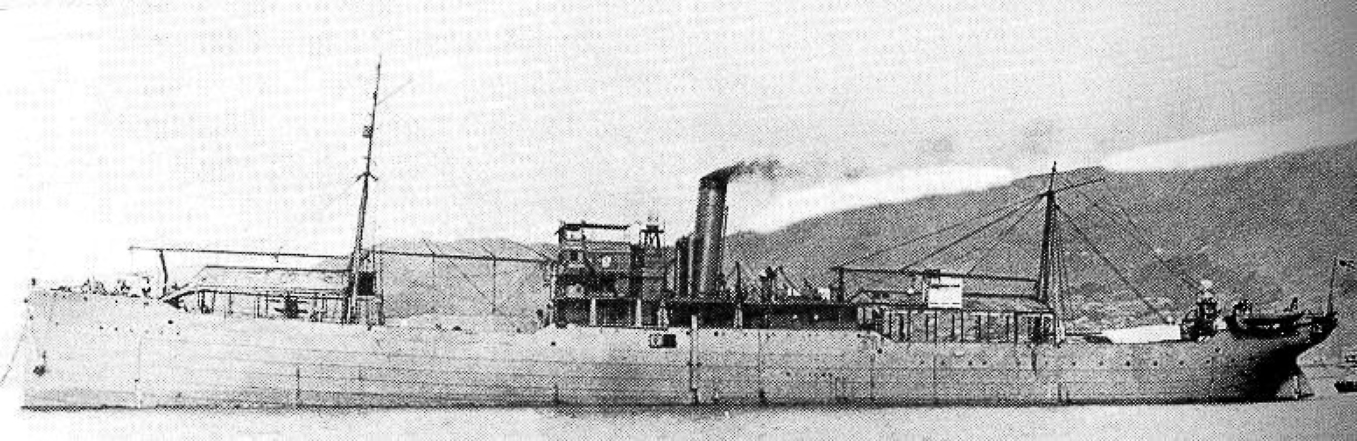
Tàu phóng thủy phi cơ Wakamiya

#### Chỉ huy

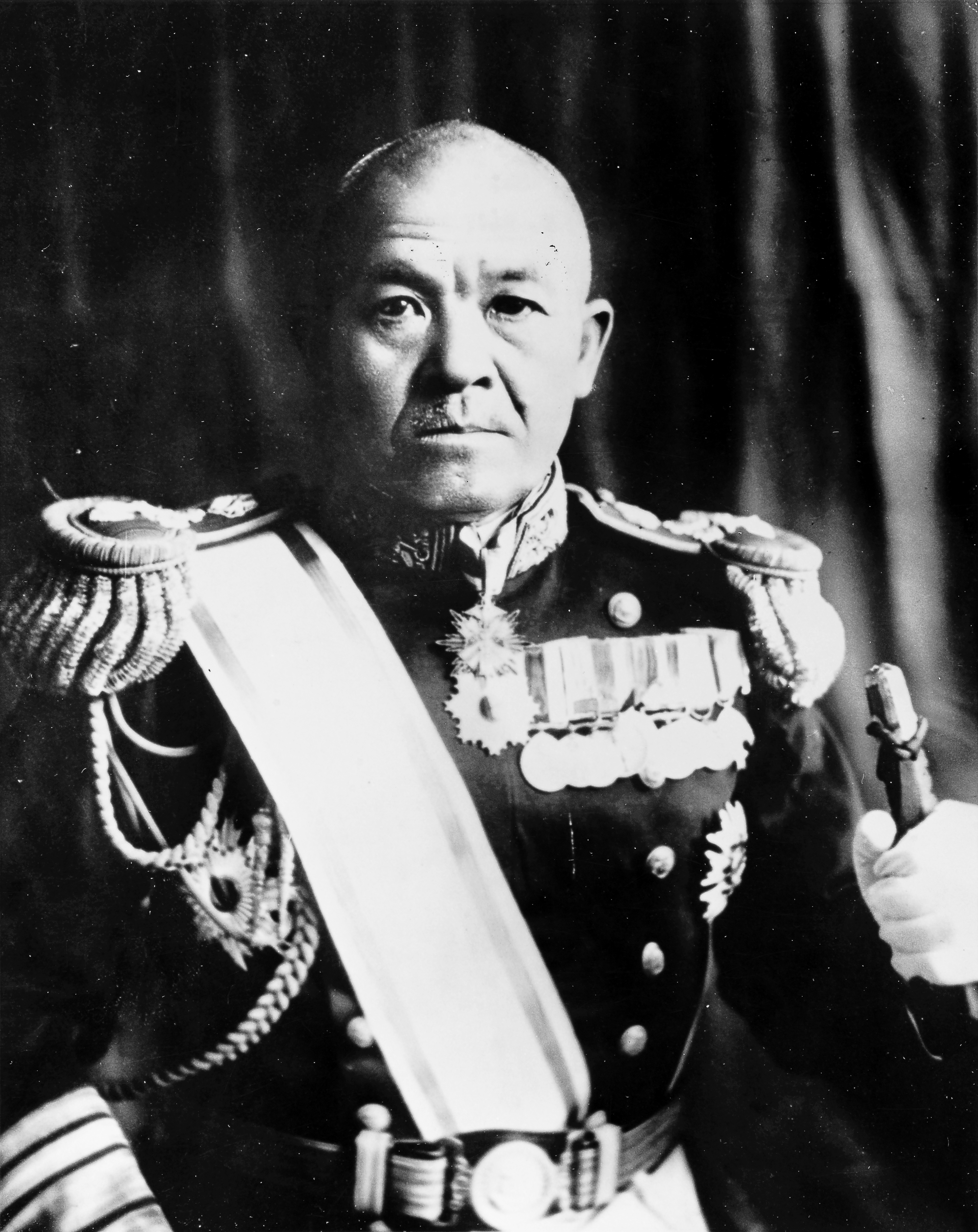
Đô đốc Nagumo Chūichi (Tổng tư lệnh, chỉ huy Hạm đội tàu sân bay thứ nhất)
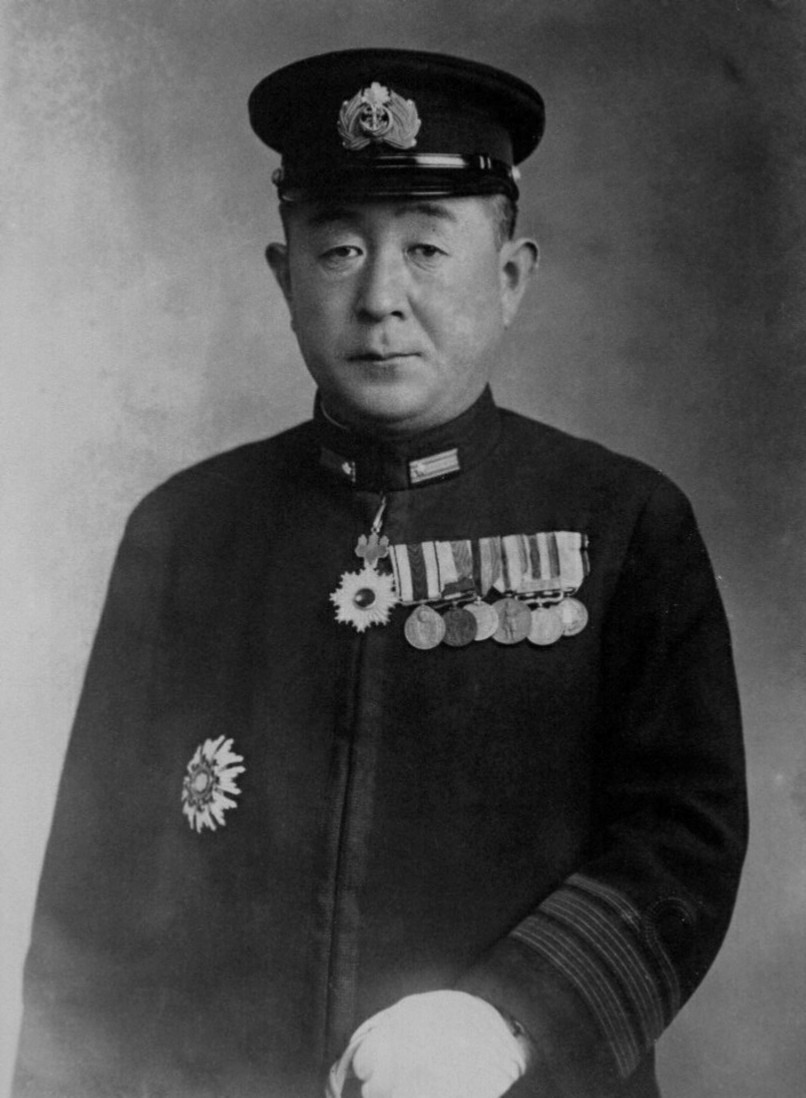
Phó Đô đốc Yamaguchi Tamon (chỉ huy Hạm đội tàu sân bay thứ hai)
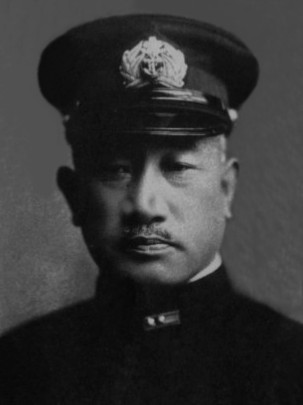
Phó Đô đốc Kakuta Kakuji (chỉ huy Hạm đội tàu sân bay thứ tư - từ năm 1941)
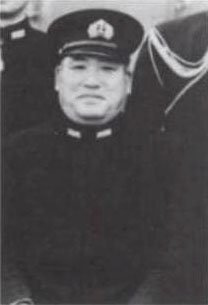
Phó Đô đốc Hara Chūichi (chỉ huy Hạm đội tàu sân bay thứ năm)
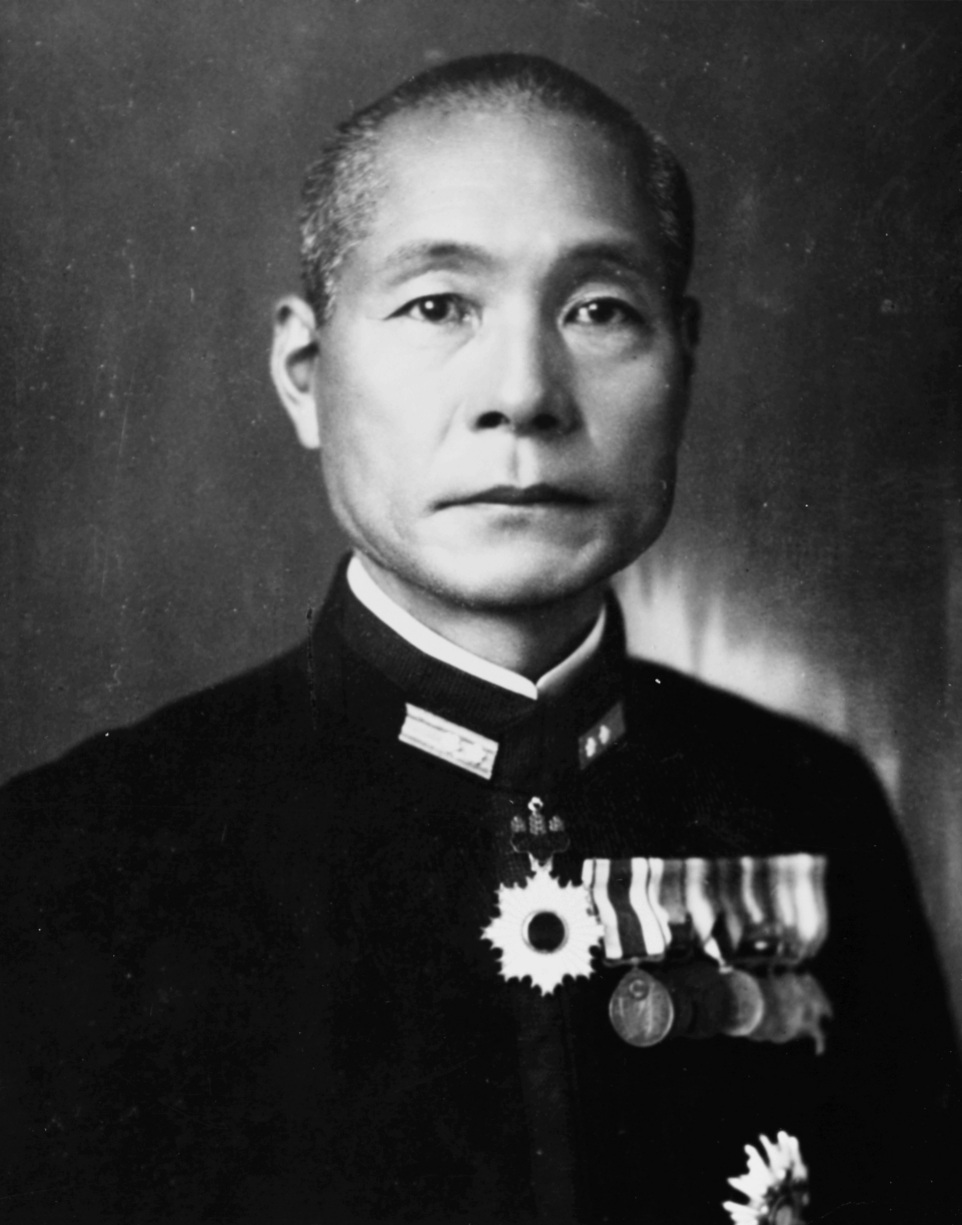
Phó Đô đốc Mikawa Gunichi (chỉ huy Hạm đội thiết giáp hạm thứ ba)
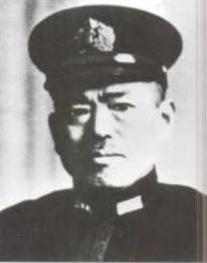
Phó Đô đốc Ōmori Sentarō (chỉ huy Hạm đội thủy lôi thứ nhất)
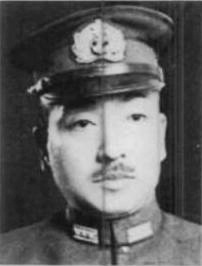
Phó Đô đốc Miwa Shigeyoshi (chỉ huy Hạm đội tàu ngầm thứ ba)
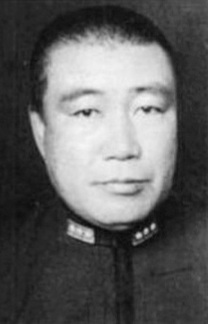
Phó Đô đốc Kusaka Ryūnosuke (Tham mưu trưởng, Hạm đội Hàng không thứ Nhất)
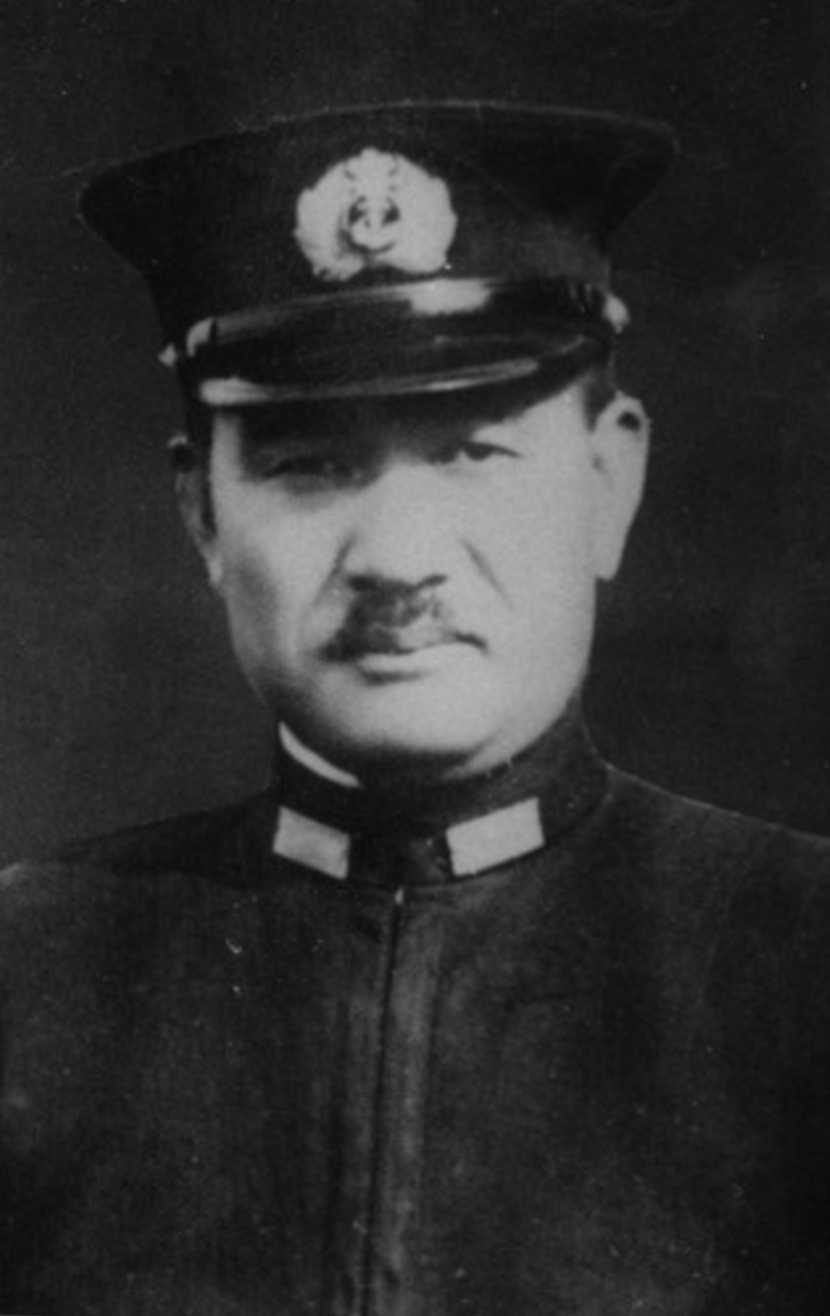
Chuẩn Đô đốc Kaku Tomeo (Thuyền trưởng chiếc Hiryu, thuộc Hạm đội tàu sân bay thứ hai)
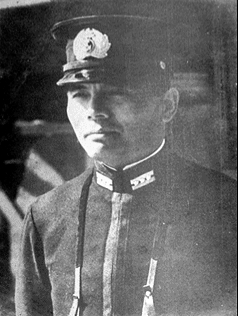
Chuẩn Đô đốc Yanagimoto Ryusaku (Thuyền trưởng chiếc Sōryu, thuộc Hạm đội tàu sân bay thứ hai)

## Chiến dịch

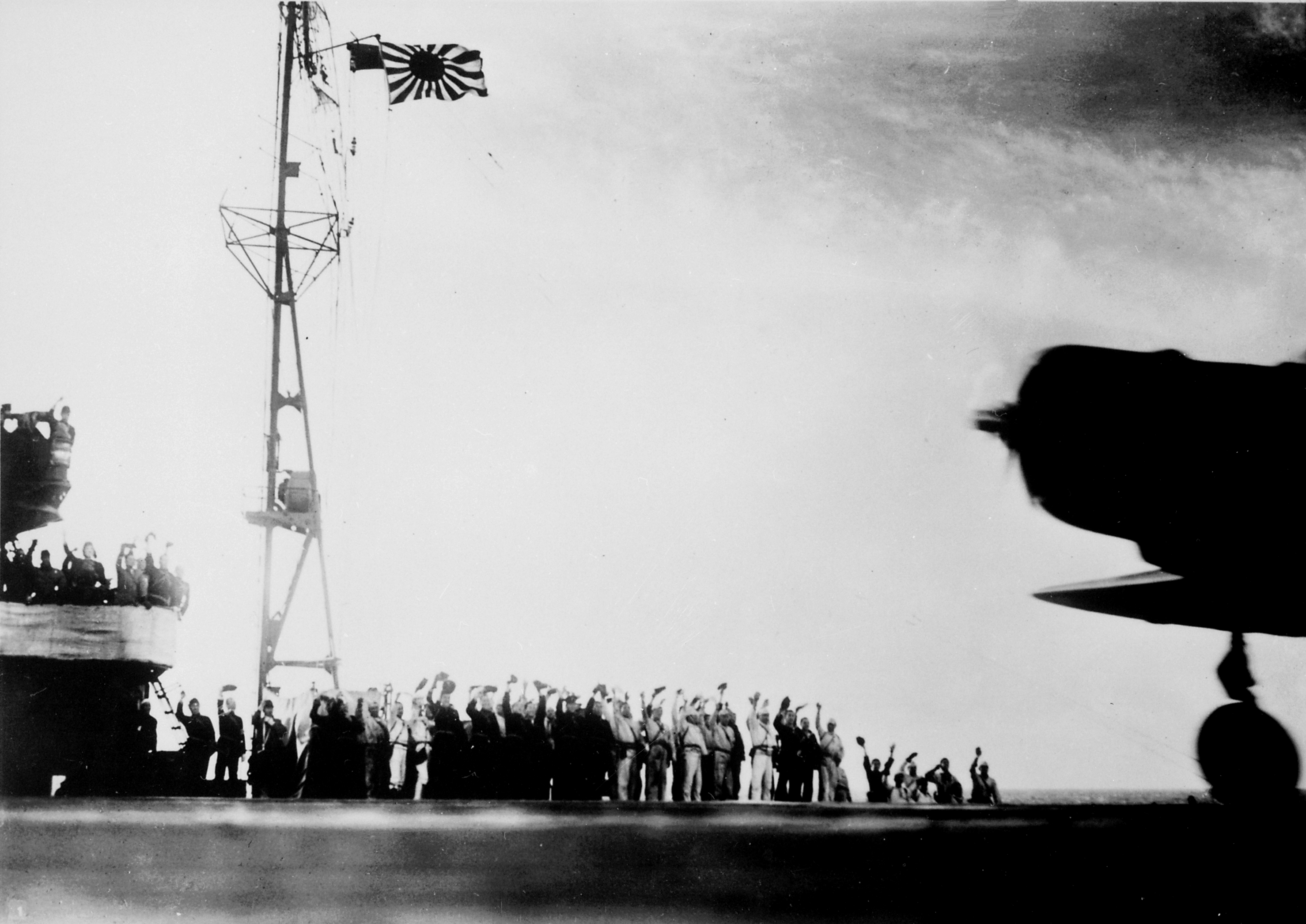
Máy bay xuất kích

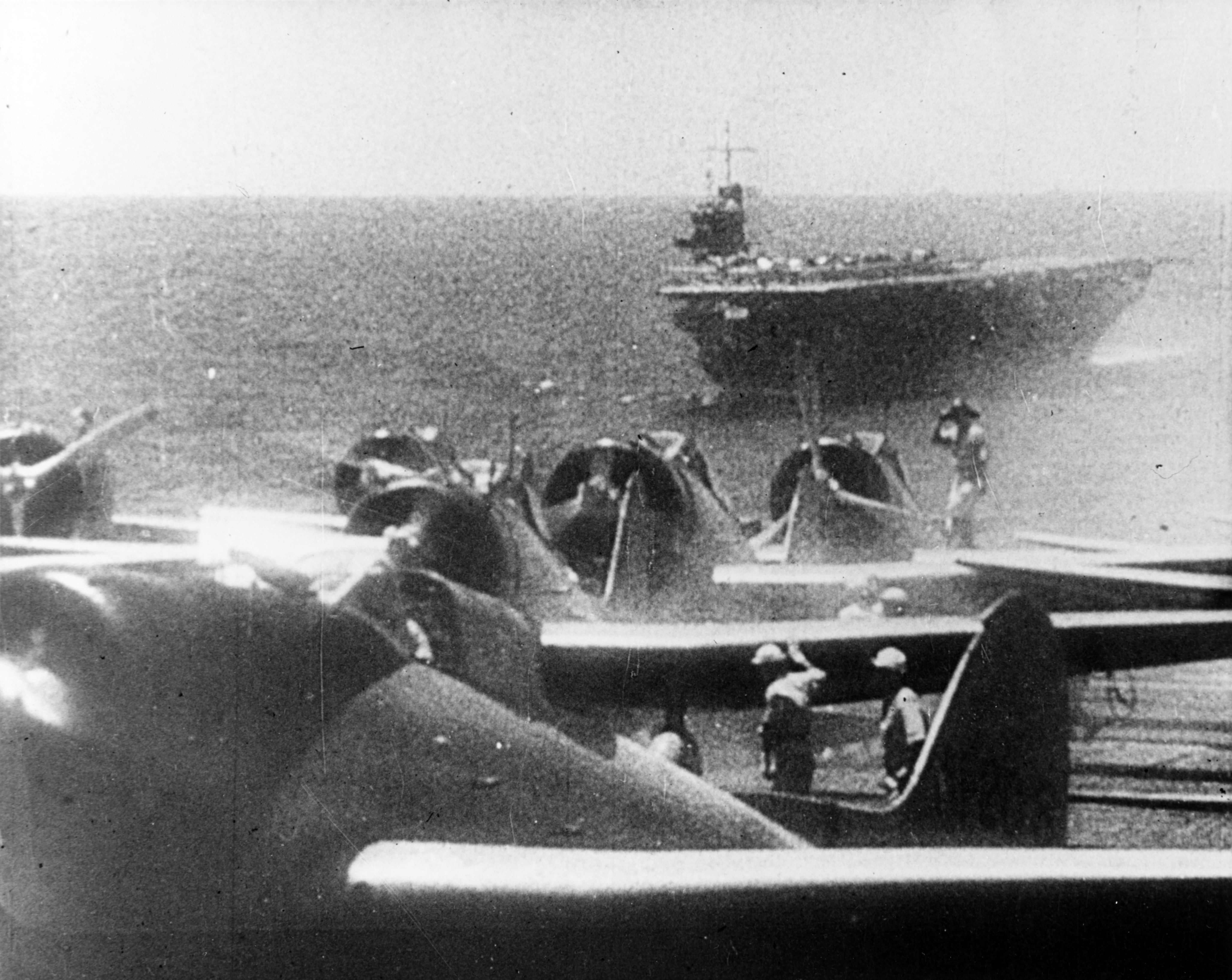
Máy bay ném bom Aichi của Hàng không hạm đội 1 chuẩn bị đánh bom căn cứ hải quân Mỹ tại Trân Châu Cảng, Hawaii

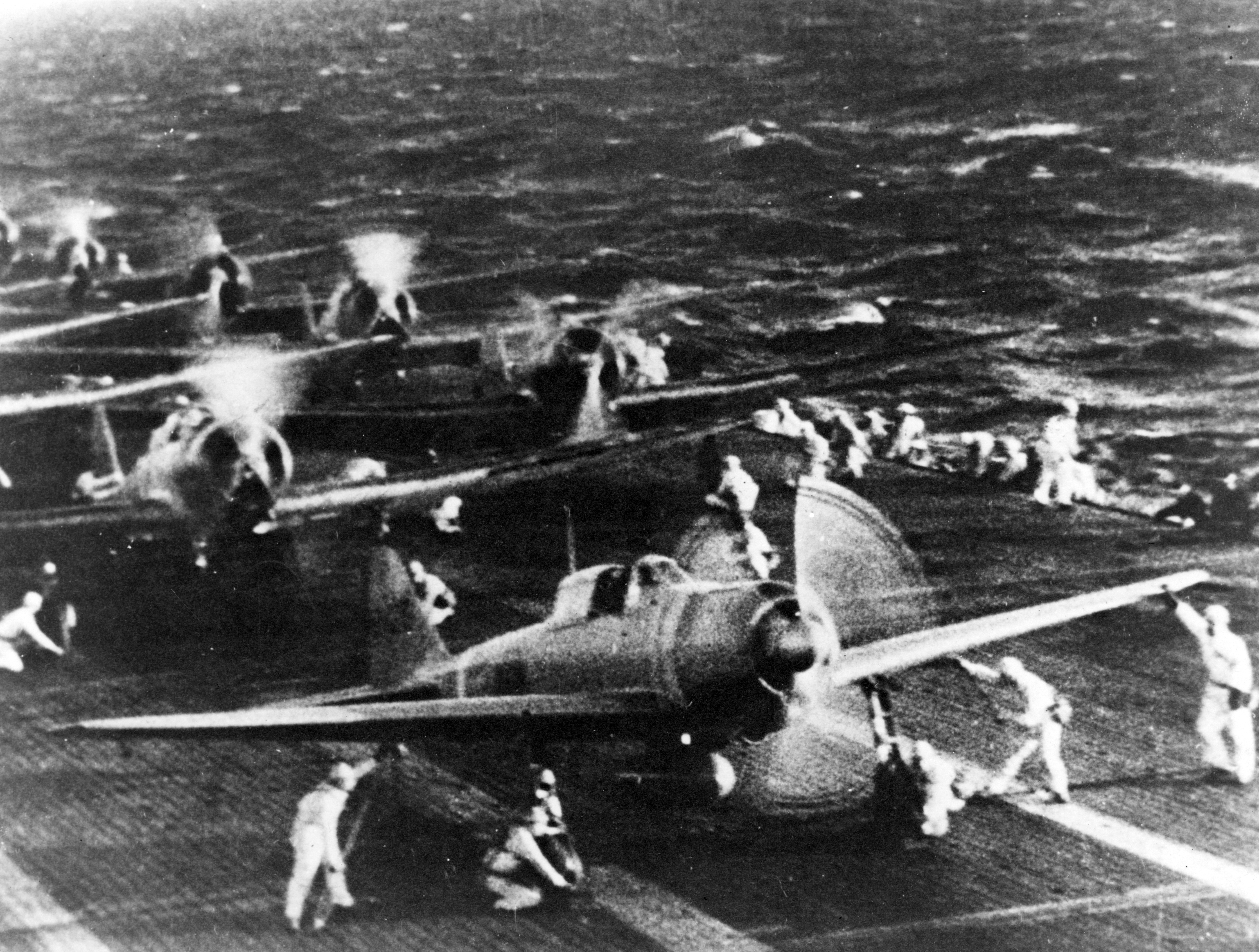
Tàu sân bay Shōkaku chuẩn bị tấn công Pearl Harbor.

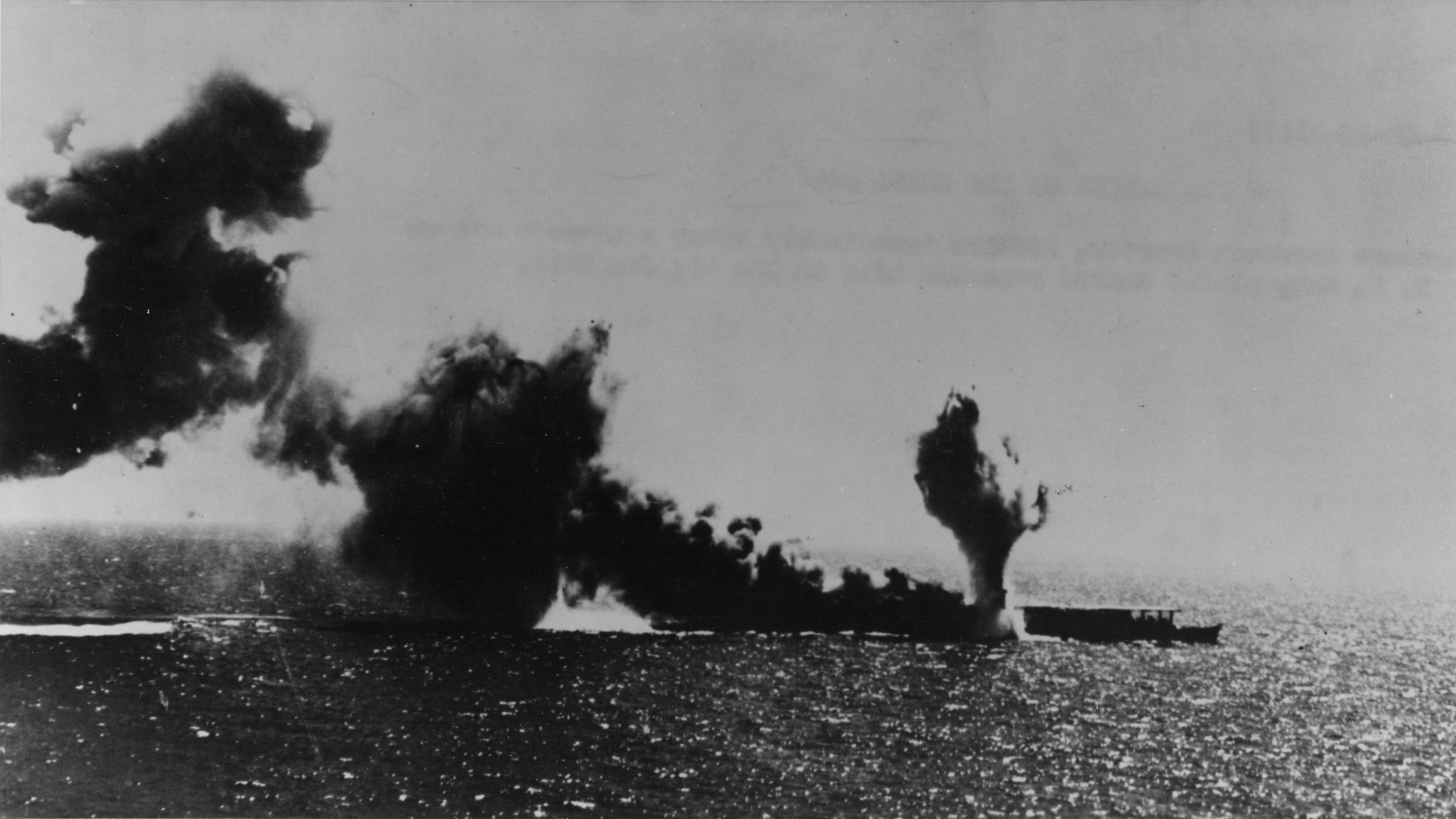
Tàu sân bay Shōhō bị trúng bom và ngư lôi trong Trận Biển San Hô.

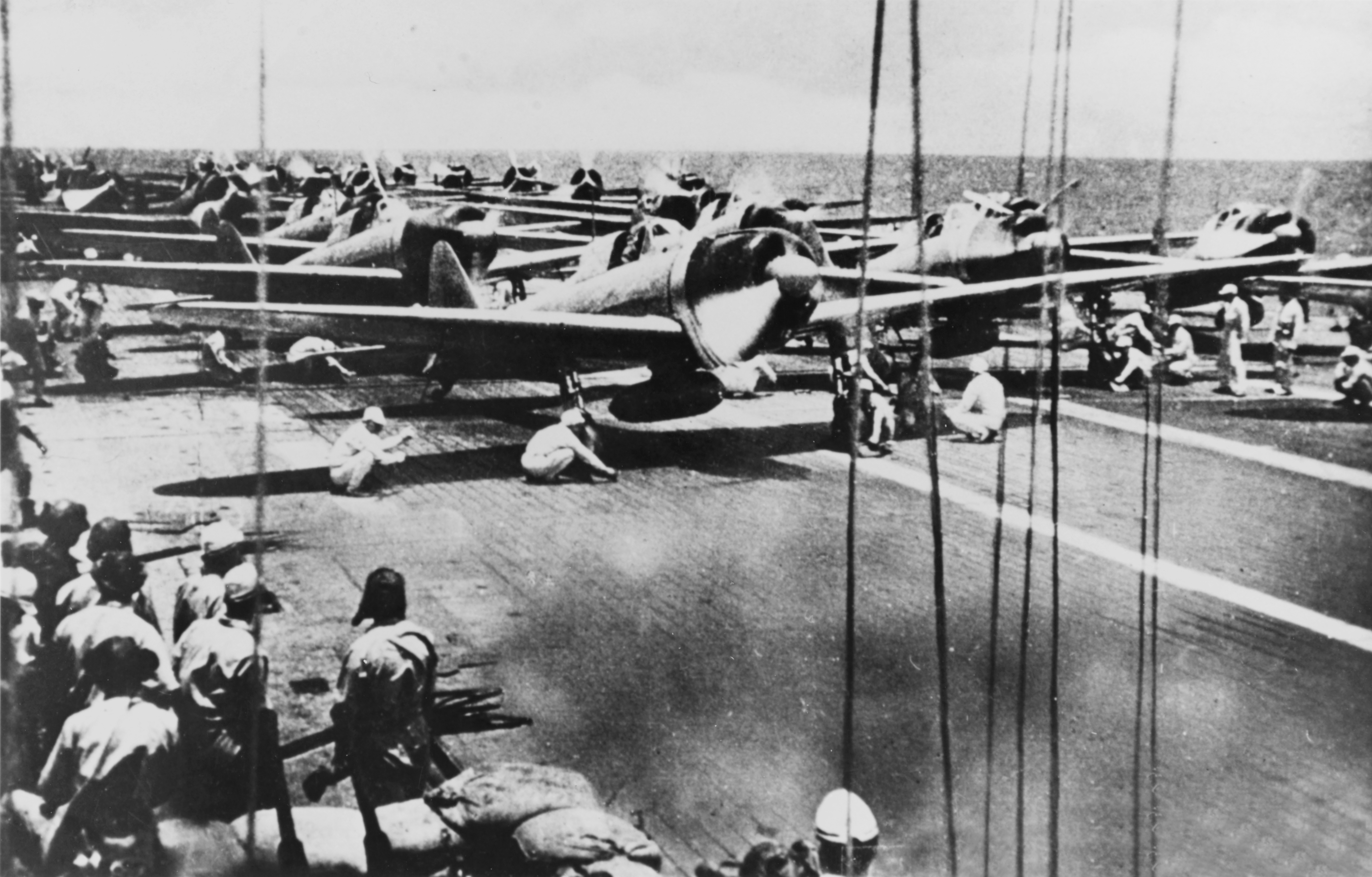
Máy bay Nhật trong Trận chiến quần đảo Santa Cruz.

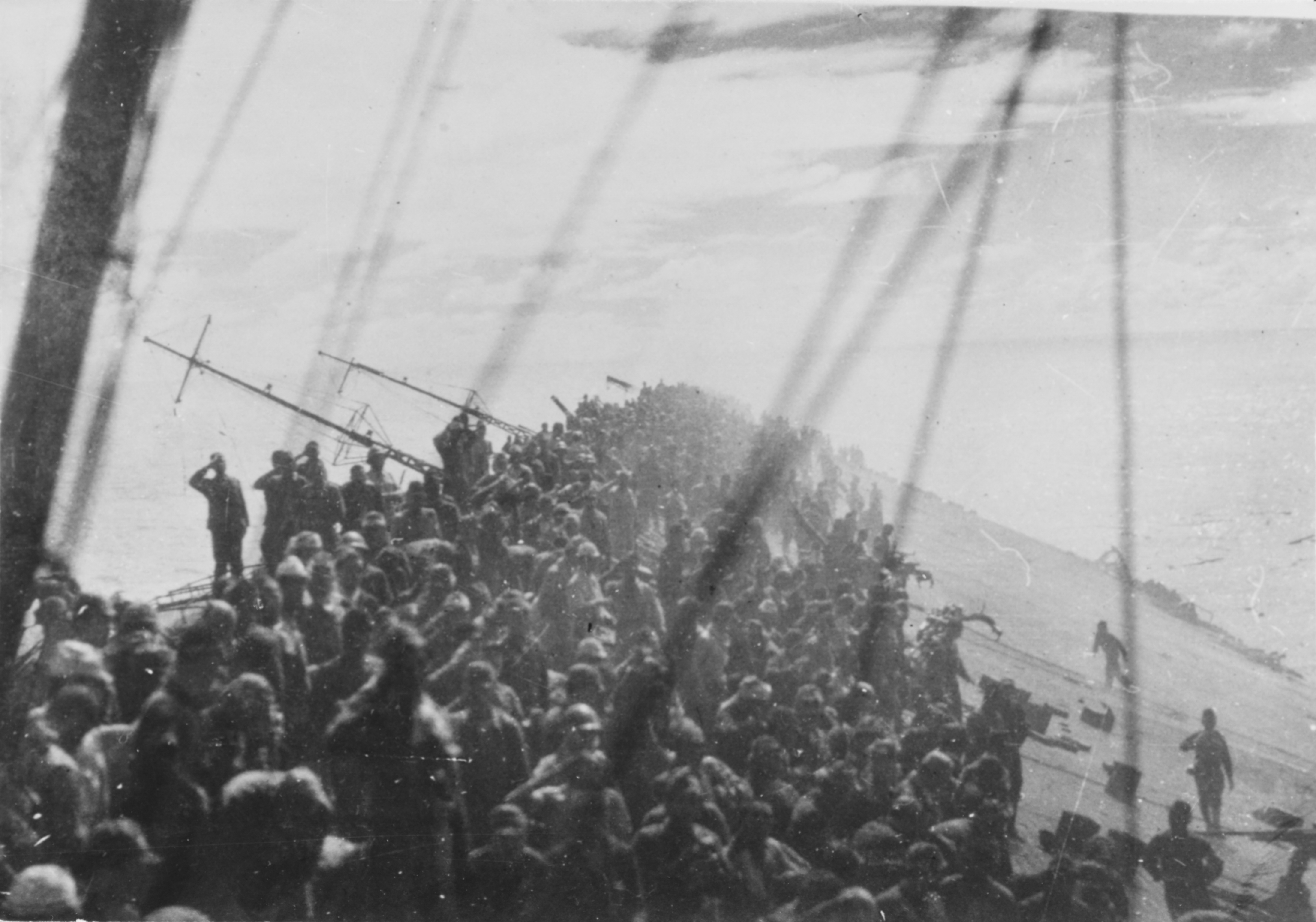
Zuikaku đang chìm sau khi bị đánh bom trong Trận chiến vịnh Leyte.